# جاسدان
جاسدان (به انگلیسی: Jasdan) یک منطقهٔ مسکونی در هند است که در Rajkot district واقع شده‌است. جاسدان ۱۰۱٬۰۴۳ نفر جمعیت دارد و ۱۹۳ متر بالاتر از سطح دریا واقع شده‌است.